# Nachal Kereš
Nachal Kereš (hebrejsky נחל קרש) je vádí na Západním břehu Jordánu a v jižním Izraeli, na severovýchodním okraji Negevské pouště, respektive v Judské poušti.
Začíná na Západním břehu Jordánu v nadmořské výšce necelých 500 metrů, v neosídlené hornaté pouštní krajině. Vede pak jihovýchodním směrem a vstupuje plně na území Izraele v jeho mezinárodně uznávaných hranicích. Stáčí se k jihu a zařezává se do okolního terénu. Vádí je turisticky využíváno. U hory Har Harduf ústí zleva do vádí Nachal Harduf, které jeho vody odvádí do povodí Mrtvého moře.